# Bertha Porter
Bertha Porter (1852-1941) est une biographe et bibliographe anglaise. Elle est connue pour avoir rédigé, avec Rosalind Moss, le Porter and Moss.

## Jeunesse
Bertha Porter est née en 1852 d'un père architecte Anglo-Irlandais, Frederick William Porter, et de sa femme Sarah Moyle. La jeunenne de Bertha Porter est mal connue. Il semblerait cependant qu'elle ait évolué dans des cercles littéraires.

## Écriture
Bertha Porter commence l'écriture lorsque Sidney Lee lui confie la rédaction de 156 biographies dans le cadre du Dictionary of National Biography.
Quelques années plus tard, Francis Llewellyn Griffith l'embauche dans le cadre de la rédaction d'une Bible d'égyptologie. En préparation de ce nouvel emploi, elle étudie pendant un an les hiéroglyphes, d'abord à Londres puis à Göttingen avec Kurt Heinrich Sethe. Elle commence l'écriture du premier volume du Porter and Moss (La nécropole thébaine) en s'appuyant sur les travaux des archéologues. En 1924, elle embauche Rosalind Moss comme assistante, et lui confie la vérification des informations. En 1927, le premier volume est publié. Elle quitte la rédaction du Porter and Moss en 1929, année de son départ à la retraite.